# Selecció catalana de tamborí
La selecció catalana de tamborí és l'equip d'esportistes que representa la Federació Catalana de Tamborí en competicions internacionals d'aquest esport. La Federació Catalana es va crear l'any 2008 i va ser admesa a la Fédération Internationale de Balle au Tambourin l'any 2009.
El debut de la selecció catalana va ser l'any 2009 en un torneig organitzat per la Federació Catalana a les instal·lacions de l'INEFC a Barcelona, amb les seleccions italiana, francesa, alemanya i catalana en la categoria masculina, i italiana, francesa, hongaresa i catalana en la femenina. La selecció masculina va aconseguir la tercera posició i la femenina, la quarta.
L'estrena en competició oficial va ser l'any 2011, al primer Campionat d'Europa de seleccions disputat a Gödöllő (Hongria), amb la participació de les seleccions italiana, francesa, alemanya, hongaresa, espanyola i catalana en la categoria masculina i de les seleccions italiana, francesa, alemanya, hongaresa i catalana en la categoria femenina. Les seleccions catalanes masculina i femenina van obtenir la quarta posició, en un campionat guanyat en ambdues categories per les seleccions italianes.